# Вирвите
Вирвите (Вирвичя, Вирвича, Вирвита; лит. Virvyčia, Virvytė) — река на северо-западе Литвы, левый приток Венты.
Вытекает из озера Биржулис в Тельшяйском районе и протекает с юга на север через деревню Каунатава, местечко Тришкяй и у деревни Гиволяй впадает в Венту. Считается наиболее богатой рыбой рекой в Литве. Отличается своей извилистостью, глубиной долины и стремительностью течения (разница между высотой у истоков и устья составляет 112 м). Протяжённость реки — 131,1 км, площадь бассейна — 1144 км².
Название реки (в варианте Вирвите) носят этнографический ансамбль, детский лагерь отдыха.
Название реки (в варианте Вирвичя) использовался как коминтерновский псевдоним Саломеи Нерис.